# Bullimus gamay
Bullimus gamay là một loài động vật có vú trong họ Chuột, bộ Gặm nhấm. Loài này được Rickart, Heaney, & Tabaranza, Jr. mô tả năm 2002.